# Gumiennik

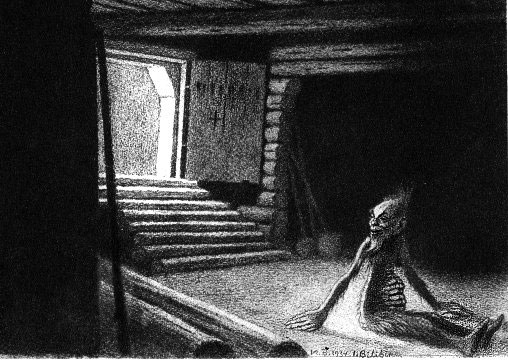
Owinnik, rysunek Iwana Bilibina

Gumiennik lub owinnik – w wierzeniach słowiańskich demon zamieszkujący gumno i opiekujący się składowanym w nim zbożem. Miał wygląd małego dziadka z długimi włosami, brodą i wąsami. Umiał szczekać jak pies i zamieniać się w kota.
Gumiennik miał bardzo zmienną naturę. Strzegł zboża w gumnie przed ogniem, złodziejami i szkodnikami, jednak łatwo było go obrazić, m.in. lekceważąc go lub młócąc zboże podczas silnego wiatru lub w dzień świąteczny. Trudno było go wówczas przebłagać. Rozgniewany gumiennik zanieczyszczał zboże lub podkładał pod nie ogień. 
Gumiennikowi należało oddać pierwsze przyrządzone z ziaren danie w roku.